# 根岸衛奮
根岸 衛奮（ねぎし もりいさむ、文政4年（1821年） - 明治9年（1876年）8月3日）は、江戸時代末期（幕末）の旗本。根岸衛恭の子。曾祖父は江戸町奉行であり、怪異譚や珍談・奇談・巷説などを収録した『耳嚢』の編者として有名な根岸鎮衛。通称は栄太郎、九郎兵衛。官位は肥前守、備前守。

## 来歴
天保4年（1833年）12月27日に家督を相続して小普請入りとなり、西丸書院番から天保10年（1839年）1月13日に小納戸入り、嘉永2年（1849年）1月11日に使番となり、嘉永7年（1854年）5月1日に西丸目付、翌安政2年（1855年）8月9日に新潟奉行、安政5年（1858年）11月8日に奈良奉行となり、23日に諸大夫となる。文久元年（1861年）9月12日に外国奉行に転任、合わせて2000石加増された。
同年10月15日に勘定奉行となり、文久2年（1862年）8月25日に道中奉行も兼ねて14代将軍徳川家茂の上洛の道筋見分を担当したが、12月18日に見分に不備があったとして差控となり小普請組支配に左遷された。翌3年（1863年）8月13日に小姓組番頭、元治元年（1864年）7月6日に大目付を歴任、21日に勘定奉行に復帰、11月22日に再び道中奉行を兼任した。
12月21日に江戸南町奉行、慶応元年（1865年）11月2日に講武所奉行並を務め2000石加増、12月7日に関東郡代に転任、慶応2年（1866年）8月14日に辞職して寄合となるが、慶応4年（1868年）2月27日に御三卿の一橋家家老となった。明治9年（1876年）8月3日、56歳で没した。墓所は東京都港区麻布の善学寺にあったが、現存しない。
幕府諸役人の任免記録である『柳営補任』（20巻）を著した。天保8年（1837年）正月に編集開始、21年後の安政5年に完成、幕府役人に関する史料として現存されている。ただし、後に慶応期に加筆された記録（5巻）も含まれている。